# Dolors Fabra i Mestre
Dolors Fabra i Mestre   (Begoña, 1912 - Reims, 1993), va ser filla del lingüista Pompeu Fabra. Era la filla menor de tres germanes.
L'any 1939, a finals de la guerra civil espanyola, es va exiliar a França juntament amb tota la família, on varen residir a diferents ciutats.
Quan la família Fabra-Mestre vivia exiliada a Montpeller, Dolors va conèixer Ferran Rahola i Auguet, fill gran de Carles Rahola, i va ser a Montpeller mateix on es van casar el 6 de febrer de 1941. Després la parella va anar a viure a Perpinyà –quan els Fabra ja vivien a Prada– i, més tard, a Reims. Dolors i Ferran, varen tenir cinc fills: Carles, Mercè, Rosa, Joan i Peio –diminutiu de Pompeu–.
L'any 1950 va ser nomenada reina dels Jocs Florals de la Llengua Catalana, la versió a l'exili que havien organitzat els catalans exiliats quan varen ser suspesos per la guerra civil.
L'any 1993, juntament amb la seva germana Carola, van ser exculpades d'una demanda per plagi de l'obra del seu pare presentada per Editora y Distribuidora Hispano Americana (EDHASA), contra Gran Enciclopèdia Catalana i elles dues. Va morir a Reims l'any 1993.